# Most Zwycięstwa
Most Zwycięstwa (ormiański: Հաղթանակի կամուրջ Haght'anaki kamurj) – most na rzece Hrazdan w Erywaniu.

## Historia
Po II wojnie światowej w Związku Radzieckim jako siły roboczej wykorzystywano jeńców wojennych. Rezultatem ich pracy jest most Zwycięstwa, zbudowany na rzece Hrazdan w Erywaniu. Niemieccy jeńcy pracowali przy jego budowie wraz z mieszkańcami Armenii. Został on otwarty w 1945 roku. Most ma długość 200 m, szerokość 25 m, wysokość 34 m. Architektem siedmioczęściowego mostu jest Simon Hownanian.